# Pheucticus
A Pheucticus  a madarak osztályának verébalakúak (Passeriformes) rendjébe és a kardinálispintyfélék (Cardinalidae) családjába tartozó nem.

## Rendszerezésük
A nemet Heinrich Gottlieb Ludwig Reichenbach német botanikus és ornitológus írta le 1850-ben, az alábbi fajok tartoznak ide:
- feketefejű magvágó (Pheucticus melanocephalus)
- rózsásmellű magvágó (Pheucticus ludovicianus)
- Pheucticus aurantiacus[1] vagy Pheucticus chrysopeplus aurantiacus[2]
- sárgafejű magvágó (Pheucticus chrysopeplus)
- feketecombú magvágó (Pheucticus tibialis)
- sárgahasú magvágó (Pheucticus chrysogaster)
- aranyhasú magvágó (Pheucticus aureoventris)

## Előfordulásuk
Az amerikai szuperkontinensen honosak. Természetes élőhelyeik az erdők és cserjések.

## Megjelenésük
Testhosszuk 20-24 centiméter körüli.